# Eburia hovorei
Eburia hovorei es una especie de escarabajo longicornio del género Eburia, tribu Eburiini, familia Cerambycidae. Fue descrita científicamente por Noguera en 2002.
Se distribuye por Costa Rica, Honduras y Panamá.

## Descripción
La especie mide 19,2-31,5 milímetros de longitud. El período de vuelo ocurre en los meses de mayo, junio y julio.